# 亡念のザムド
『亡念のザムド』（ぼうねんのザムド、Xam'd: Lost Memories）は、ボンズ制作のアニメ作品。監督は宮地昌幸。
2008年9月よりPlayStation StoreでWebアニメとして独占配信されたあと、2009年4月より毎日放送、TOKYO MX、中部日本放送で、同年10月よりBS11でテレビ放送された。全26話。

## 概要
PlayStation 3などでアクセスできるPLAYSTATION Network上においてにて配信されたWebアニメ。米国では2008年7月16日より、日本では同年9月24日よりPlayStation Storeでの配信が開始された。

## あらすじ
大陸の北半分を統治する北政府と、南半分を統治する南大陸自由圏が長年に渡って戦争を続けている荒んだ世界・・・
国際郵便船・ザンバニ号は航路上で北政府の偽装船団と遭遇。急遽、進路を中立地帯・尖端島に変更する。ザンバニ号の斥候係でビートカヤックを駆る赤い髪の少女・ナキアミは異変を感じ尖端島に急行する。
尖端島に住む高校生・竹原アキユキは同級生で幼馴染みの西村ハル、寺岡フルイチと青春を謳歌し、平穏な日々を送っていた。いつもとなにも変わらない朝、アキユキは通学バスを待つ生徒の列の中に見慣れない白髪の少女・ナズナを見つける。難民と思い、アキユキは一計を案じてバスに乗せる手助けをする。だが、ナズナはルイコン教の教祖・サンノオバから密命を託されており、自爆テロを敢行する。大破したバスに駆け戻ったアキユキはナズナから「あなたならきっと大丈夫、亡念のザムド」と声をかけられ、その直後に白い体躯の異形の巨人「ザムド」へと姿を変える。
バスの爆破テロと呼応するかのように北政府の大規模な空襲が始まり島は戦場と化す。投下されたヒトガタと南大陸駐留軍との戦いに巻き込まれたアキユキザムドは島を襲うヒトガタと交戦する。ザムドの本能でヒトガタを撃退したアキユキだが、人としての意識は右腕に入り込んだヒルコにより思考停止に陥りかけていた。自我を喪失し、石になりかかっていたアキユキを救ったのは駆け付けたナキアミだった。ナキアミに「生きたいのならばそう願え!」と声を掛けられたアキユキは「生きたい」と答え、ザンバニ号に収容され治療を受ける。
心ならずも故郷を旅立ったアキユキは自らが背負ったザムドという宿命を通じ、ナキアミやハルと共に世界に起きる出来事の真実に迫っていく。

## 世界観と地名
物語の中では3つの勢力が存在している。
北政府
大陸の北半分を治める大国。ソトモの国に産まれ「ヒルケン」の名を代々継承する皇帝による独裁体制が敷かれており、現在、貴重な資源である赤宙石をめぐって、南大陸自由圏と交戦状態にある。首都は、ヒルケン皇帝の居住地でもある「金剛塔」。また、第十七禁猟区にあるルイコン教の聖地・胎動窟や、辺境の地にあるサンノオバが住む龍宮など、ルイコン教関係の史跡も点在する。現ヒルケン皇帝の即位以降はルイコン教徒たちへの激しい弾圧が始まり、迫害により多くのルイコン教徒たちは離散状態にある。また国内に残った教徒たちも、厳しい生活を強いられている。
現ヒルケン皇帝は金剛塔を支配し実質的に北政府を支配する僧侶たちにより作り出された人造生命体。故に心を持たず、国営放送を通じ自らの歪んだ思想を人々にむけ語りかけている。また、金剛塔から世界各地にいるヒトガタやザムドを監視している。南大陸以上に深刻な物資不足に苛まれ、テシクやルイコン教への弾圧も激しいため反政府活動が盛ん。
北の兵士たちはヒルケン皇帝への絶対的忠誠心を植え付けられており、ルイコン教の教えが浸透しているせいで死を恐れず、追い詰められると自爆死する。ただ、サンノオバやジバシリたちへの畏怖の念は消えておらず、自分たちの行いが必ずしも正しいものだとは考えていない。
アマウの原
元々は工業地帯だったが資源の枯渇により工場は閉鎖。かわって障がい者や長期療養者が医師や看護師といった医療従事者と半自立生活をする巨大な特殊療養施設が作られる。アマウの原の呼称はこの特殊療養施設そのものを指すようになる。
テシクの郷
北政府の下で名誉を失い聖地・胎動窟を追いやられ、弾圧を受けるテシク氏族が隠れ住む郷。北部の山岳地帯にある。外部の者たちが容易に足を踏み込めない秘境だったが、テシク氏族が保有する赤宙石を巡り南北両軍から狙われる。
バラドール
内海と大きな山脈により大陸は南北に二分されているが、数少ない陸路が走っているのがバラドール周辺。そのため南北双方にとって重要な戦略拠点。また幾度となく熾烈な戦闘が繰り返されている。近年で最も激しい戦闘が行われたのもこの一帯で、17年前に行われた戦いは、この地の名を採って「バラドール戦役」と呼ばれている。
金剛塔
北政府の首都。ヒルケン皇帝はここに存在し、北の国営ラジオ放送もここから発信されている。最上部は目を象っており、この塔そのものが蜃気楼のように現れ、世界各地のザムドやヒトガタを監視しており、タマヨビの力を持つ者だけが出没する塔の姿を目視できる。プラーナ様式という特殊な構造で作られた建物で内部には未知のテクノロジーが用いられ、自己修復力をも持つ。
胎動窟
第十七禁猟区にあるルイコン教の聖地。黒く巨大なドーム。この胎動窟から魂は生まれ、またルイコンの大いなる流れに還っていくとされる。やはりプラーナ様式で作られた建物。
南大陸自由圏
大陸の南側に存在する諸国が統合、形作られたゆるやかな連合体。議会民主制が敷かれているものの、各地の有力な貴族たちによって運営されている貴族院の力が強く、その実態は完全な民主制とは言えないものとなっている。北政府とは、赤宙石をめぐって激しい対立を繰り返しており、70年前の戦争では当時、北政府の支配下にあった尖端島を占拠し併合。内海進出への大きな足がかりを得る。
尖端島（せんたんとう）
アキユキたちの故郷。内海の東端に位置する島。南大陸自由圏の自治領で中立地帯。元々は独立国家だったが70年前の戦争において南大陸自由圏に制圧されてその領土となる。以降、南北対立の要衝となっており南大陸軍が常時駐留し、空爆の発進基地となっている。南大陸においては新参勢力であるため差別的な扱いを受ける。ただし、ある程度の自治権が許可され、自治部隊が島の防衛を担当。島ならではの文化・風俗などが、昔のままの形で残されているのも大きな特徴。
風俗生活様式は一昔前の日本そのもの。小型化の技術には特に優れている。文明レベルは昭和中期頃でダイヤル式の電話が使われ、ボンネット式のバスやオート三輪が走る。かつては北政府統治下であったことからルイコン教の信仰も盛ん。数字表記には漢字が使われる。南北大戦において数多くの犠牲者を出したため、島には合同慰霊碑が置かれる。
詰腹峠(つめばらとうげ)
元は尖端島の領土。現在は南大陸自由圏領。かつては赤宙石を産出する鉱山地帯として南北両軍にとって重要拠点だったが現在は枯渇しつつある。周辺には赤宙雲が立ちのぼる。北政府から空爆をうけており、ヒトガタ化する住人が多い。新兵の演習場として使われる。
ルイコン教
厳しい自然環境の中で遊牧生活を送り、墓を持たないテシク氏族が信仰した輪廻転生を信じ、肉体が死滅しても魂は不滅であるという教義をもとに成立した宗教。
本来は命を扱う者の末裔にして皇太子を取り上げる産婆であるサンノオバとサンノオバに取り上げられ皇帝として現世での政治を司るヒルケン皇帝を共に頂点に戴く。だが、現在のサンノオバとヒルケン皇帝の代において分かたれる。（その事情は「北政府」、「テシク氏族」を参照）一般的に「ルイコン教」という呼称はサンノオバを頂点とする信仰集団のみを指し、これは北政府の弾圧により「既に滅んだ」と認識されている。
サンノオバは代々優秀なタマヨビである「テシクの天女(てんじょ)」に受け継がれる名誉称号で、地上に降臨して魂を食らい続ける皇帝を生む手助けをすることへの贖罪から「ジバシリ」と呼ばれる白髪の少年少女たちを使って死者の魂（ヒルコ）を集めルイコンの流れに還す役割を果たす。
1000年に一度とされる「大巡礼の儀式」は聖地・胎動窟に集った者たちをルイコンの流れのもとへと還す最も神聖な儀式とされる。劇中現在、大巡礼に向け多くの信者（ヨホロギ）たちが胎動窟に集まろうとしている。
当代のサンノオバはジバシリたちに持たせた真正ヒルコを使い各地で自爆テロ騒ぎを起こす。

## 登場人物

### 主要人物
竹原アキユキ（たけはら-）
声 - 阿部敦
主人公。尖端島に住む男子高校生。明朗快活のお調子者でお人好し。手先が器用。ハル、フルイチとは幼馴染みで、ハルとは相思相愛の仲。幼い頃からイタズラっ子でフサの手を焼かせる。「冷戦」という中途半端な別居状態を続けるリュウゾウとフサの間を取り持っていたせいで、精神的に自立し、独り善がりで他人に迷惑や面倒をかけること以上に干渉や指図されるのを嫌う。日頃リュウゾウが口癖にしている「人は魂で繋がっている」などといった金言を半信半疑ながら実践している。
白髪の少女・ナズナを親切心で助けたことがあだとなり、ナズナの引き起こした爆破テロに巻き込まれる。その際、右腕にヒルコが宿ってしまいザムド化する。全身が石化する危険性のあったところを駆け付けたナキアミに救われ、両親やハルに別れを告げることも出来ぬままザンバニ号に乗せられる。自分の身に起きたことを完全には理解できず戸惑い、当初はナキアミやザンバニ号のクルーに対して良い感情を抱いていなかった。しかし、ナキアミと天心の導きや、ザムド訓練として郵便の業務をこなしていったこと、島の外の世界に広がる戦争の悲惨な現実を知ったことなどにより、自分が一人では生きられない存在で、ヒルコが共生を強く望んでいることに気付くようになる。
ザンバニ号が襲撃で擱座した後、ナキアミと二人で旅に出る決意をし仲間たちに別れを告げる。尖端島に立ち寄った際に家族との決別、ハルからの拒絶、フルイチとの戦いそして軍の追撃と運命が流転した結果、「面隠し」となる。「人買い」に捕まった後、アマウの原にて影童子に導かれた須磨子に買われる。影童子との対話とハルの呼びかけで自分の名を取り戻し、ハルと再会。胎動窟を目指す巡礼の旅を続ける。仮面が外れてからは髪が伸び顔つきも大人っぽくなる。
胎動窟にてシロザから大巡礼の真相を聞き、決戦兵器として投下されたミドリにハルを奪われたことで絶望し再び面隠しとなるが、駆け付けたナキアミと再会。ナキアミから想いを告白され、促されるままにリュウゾウのワクチンを使いミドリザムドを解体する。ミドリとハルが解放された後、ヒルケン皇帝との宿命の戦いに臨む。戦いを通じ、ヒルケンとわかり合ったアキユキは、名無し故に苦しみ続けるヒルケンに「アキユキ」という名前を捧げ、みたび面隠しとなる。ヤンゴの求めでナキアミが閉ざそうとした胎動窟の扉をこじ開けようとするが果たせず、顔を覆い崩れるようにして石化した。ザンバニ号で尖端島に運ばれ、海を望む岬に置かれる。25歳の誕生日に人の姿を取り戻し、ハルに愛を告白する。
ナキアミ、ハルの両ヒロインはビートカヤックで飛び回るがアキユキは運転が出来ずもっぱらタンデムシートに座る。
名前の由来は、中上健次の紀州サーガ（『岬』『枯木灘』『地の果て 至上の時』）の主人公、竹原秋幸から。
アキユキザムド
白い体躯の巨人。両腕が異様に太くて大きくアンバランス。初期状態では小さなトゲのようだったものが、面隠しを経てからは四枚羽根に成長し、完全体となってからは高速飛行や羽根を武器に切り裂くことも出来るなど圧倒的な力を発揮する。腕をブレード状や盾に変えて戦う他、光線兵器なども使う。
面隠し（つらかくし）
自らの名前ともにアイデンティティーを喪失し、仮面化したアキユキ。記憶や言語、知能に深刻な障害が出ている。愛する人から拒絶されたり、失った絶望により孤独感に陥ることが原因で大抵の場合はハルが鍵を握る。また、この状態にあるアキユキは周囲の人に嫌悪感や不快感を抱かせる。夢現の状態にあって自我を喪失しているわけでないためこれだけなら石化しない。
ナキアミ
声 - 三瓶由布子
ヒロイン。テシク氏族の娘。赤い髪と頬に刻まれた紫の入れ墨、憂いを帯びた瞳と大人びた物言いが特徴。二つ名「雲を切る女」。ヒルコやヒルコから生じるザムド、ヒトガタの声を聞くことのできるタマヨビとして強力な力を生まれ持つ。また、ザムドを調教して、ヒルコとの共生を促す技に長ける。子供の頃は泣き虫だったが、成長してからはほとんど感情を表に出さなくなる。
次代のサンノオバとして人々の期待と崇拝を集めるテシクの天女（てんじょ）。「ジバシリ」の1人として戦場跡でヒルコを集めていたが母親を亡くして泣く幼いコバコを目にしてサンノオバの教えに疑いの念を抱き、コバコを抱いて彷徨っていたところを伊舟に拾われザンバニ号に乗船する。拾われたばかりの頃、泣き続ける彼女を伊舟が「泣き止め」と怒鳴ったのを他の船員が聞き間違え、ナキアミと呼ばれるようになった。
学校に通ったことがなく誰からも教わらないせいで読み書きが出来ない。無愛想だがなぜか子供から無条件に好かれる性質で、コバコ、ヒノキ丸、ヤンゴ、ミドリ、幼少期のアキユキから慕われる。
禊ぎの儀を受けることなく勝手に龍宮を離れ戻らなかった事情からテシクの郷にも寄りつけず、同族から唾棄され嫌悪されるゼーゲンドォに対してのみ心を開く。雷魚からクジレイカの写真を土産に渡され、肌身離さず大切にするようになる。
ヒトガタやザムドからヒルコを開放して救う博愛主義者だが、ザムドたちばかりでなく人や生命あるものたちがなぜ生きたいと願うかについては彼女自身わかっていない。また、自分自身の感情にも周囲の気持ちにも鈍感かつ不器用で感謝や愛情を表すのが苦手。アキユキと初めて出会った時から目が離せなくなっていた（＝一目惚れしていた）が、自分の想いが恋愛とは気付いておらず意識もしていない。自分が助けた命に対しては最後まで責任を持つことを信条としており、垣巣を救いながらその後拒絶し続けたリュウゾウとは逆。
ザンバニ号の攫座後、アキユキと共に旅立つが軍の介入により尖端島で別れることとなり、その後は旅の途中で知り合ったヤンゴを連れてテシクの郷を目指す旅を続ける。クジレイカと再会するが狂気で醜く歪んだ姿を目のあたりにして決別。偶然再会したゼーゲンドォの手引きで聖地に入る。巨大ザムドと化し、聖地を破壊しハルを取り込んだミドリを救済するため、体内に入り母親と再会させた。アキユキを巡って仲違いしていたハルとも和解する。
その後、ハコベたちの導きでナキアミを待ち続けたサンノオバと再会。禊ぎの儀により皇帝誕生の秘密を聞かされ、世界中にザムドを広めた事情を聞かされる。教えに背いても「生きたい」と願う者たちと共に生きたかったことを告白。想いを受け止められ、小さなヒルコとなったサンノオバを胸に抱き胎動窟に向かう。アキユキの鎮めたヒルケン皇帝を浄化、ふたたび面隠しとなって迷子になっていたアキユキに予言めいた言葉を与えた後、ルイコンの流れに身を任せ役目を終えた胎動窟の扉を1000年の間閉ざす。
西村ハル（にしむら-）
声 - 折笠富美子
もう一人のヒロイン。ライトブラウンの長髪と青い瞳が特徴。アキユキの幼なじみで同級生の明るく活発で負けず嫌いな少女。アキユキとは相思相愛の間柄。心武道を学び優秀な使い手。可憐に見える容姿とは裏腹に粗暴かつ根性が座っている。チョココロネが大好物。
2年前に軍車両の起こした交通事故により母親を亡くし、妹のミドリも足に障害を抱えることになる。側で心の支えになったアキユキに救われ、家族三人仲良く暮らしていた。
ザムド、ヒトガタの声を聞くことが出来るタマヨビの能力を持つ。アキユキがザムド化した事情もあり、当初からザムドに対する偏見が小さく、ザムドやヒトガタを人と認識する。アキユキを連れ去ったナキアミに対しては複雑な思いを抱く。
爆破テロとアキユキのザムド化に立ち会い、石化しかけたアキユキがナキアミに救われ連れ去られたことを知る。だが、そのことを自分一人の胸に隠し、アキユキを心から心配するフサやリュウゾウにも真実を伝えることが出来なかった。ザンバニ号に乗り込んだアキユキから近況を知らせる手紙を受け取り、二人にも伝える。
家族や島を守りたい一心から軍に志願し、フルイチと共に入隊する。しかし、中途半端な覚悟やザムド化したアキユキへの変わらぬ想いを見透かされ、フルイチとの間に決定的な亀裂が生じてしまう。詰腹峠でアキユキと再会した後、自分の中の矛盾と葛藤に苦しみ、決意を固め気分を一新するため浴室で髪を切り落としショートカットに変えた。
だが、そんな決意も空しく尖端島慰霊碑前でアキユキと再会するも拒絶してしまい。フルイチは暴走の後に自殺。垣巣への忠誠と愛情を植え付けるため中佐直属に配置転換され「反省室」に軟禁。ミドリも軍の実験体にされたことを同じく囚われの身となったアザミから知らされる。かねてから目をつけられていた垣巣との対決に勝った後、ブロイの手引きで基地を脱走。診療所でアザミと会話してアキユキの現在地を聞き出し、リュウゾウから託されたワクチンを手に司令の手引きで尖端島を離れ、単身でアキユキを探す旅に出る。
ビートカヤックを駆って北大陸を旅するうち、アマウの原でアキユキと再会。二人で胎動窟を目指す巡礼の旅を続ける。だが、胎動窟でシロザから聞かされた大巡礼の真実に心が折れ、更には巨大ザムドと化して暴走するミドリにより体内に取り込まれる。アキユキに救出されてからはミドリを連れ、一足先に尖端島に帰った。最終回では復興した母校の講師として後輩達に物理を教えている。成長した姿はアキユキの母・フサに似ている。
名前の由来は、椎名誠の小説『水域』の主人公、ハルから。（ただし、『水域』主人公のハルは男性）

### 尖端島および南大陸自由圏
寺岡フルイチ（てらおか-）
声 - 立花慎之介
アキユキとハルの親友。長身メガネ男子。ハルと同門で心武道を学んでいる。真面目で皮肉屋。なにより努力家。だが、明るく真っ直ぐなアキユキと、自分を男として見てくれないハルとの三角関係で劣等感を抱く。実家は豆腐店を営むがサナギドウフは大嫌い。ハヤシのラムネが大好物。
爆破テロに巻き込まれた際にアキユキのザムド化を目撃。ナズナをバスに乗せたのがアキユキだと知るせいで、自ら災厄を招き寄せ、島に戦争の火種を持ち込んだアキユキに対し憎悪と軽蔑の念を抱く。またザムドをバケモノとして忌避する。
尖端島に戦時色が色濃くなり、恋敵のアキユキが居ないことでハルへの想いを募らせていく。島を守る為、極東自治区に入隊し軍人となる。心武道の心得が幸いしてASPスーツに上手く適応し、部隊でも頭角を表す。その一方で、同じく入隊しながらいつまでもアキユキを想い煮え切らないハルに、好意と劣等感が一転し軽蔑の念を抱くようになる。詰腹峠でアキユキと再会した際には銃口を向け、尖端島での平和な生活が壊されたのはお前のせいだと罵る。
休暇で実家に一時帰宅した後、軍に戻らず引き籠もりとなり、隊長の命令で自宅を訪問したハルに毒舌をぶちまけ泣き崩れる。実はスクールバス爆発の際にアキユキと同様ヒルコを右腿に宿しており、人知れずヒルコの浸食に苦しんでいた。ヒルコの憎しみと共鳴し人格が崩壊。慰霊碑前で話すアキユキ、ハル、ナキアミの前でザムド化し暴走する。アキユキとの戦いに負けた後、ナキアミの力でヒルコから解放され、人の姿を取り戻すが軍に捕らえられ連行中に脱走。思い出深い駄菓子屋道中の店先にて、ザムド化した腕で自ら頭部を引きちぎり命を絶つ。
フルイチザムド
色は黒く頭は炎のよう。肥大した頭を支えきれず四つ足で黒いボディに巨大な顔面を持つ異様な姿。ハルを飲み込む姿などは「千と千尋の神隠し」に登場するカオナシが暴走した際に酷似している。
竹原リュウゾウ（たけはら-）
声 - 石塚運昇
アキユキの父親で医師。かつては軍医として北政府軍に従軍しバラドール戦役に参加。そこでヒトガタ兵器の研究に携わる。だが、ヒトガタ兵器の参戦による惨禍に挫折感を味わい帰国。以来、酒浸りになりながら小さな診療所を1人で切り盛りする。衣食住にはものぐさでずぼら。「これでも医者のはしくれだぞ」が口癖。
患者である近隣の住人たちからは名医と慕われるがアキユキや妻のフサとは別居中。不器用な性格がもとでフサとはすれ違いが続く。昔なじみの司令の依頼で息子の仇にも等しいナズナを治療し生かし続ける。診療所において独自にヒルコの研究を続けており、開発したワクチンをハルに委ねた。
ミドリ救出のため極東自治区に潜入する際、フサに遺書と離婚届を託す。戦没者慰霊碑の前でかつて命を救った垣巣と決闘。その際に左目を抉られる。
なんでも自分の胸に抱え込み、大事な事から目を逸らし決断もせず、罪を背負い込む覚悟もなく、都合良く帳尻を合わせようという身勝手さを彼を愛するフサや垣巣から憎まれる。「医者は人の命を救うのが仕事だ」と一言言い切れば済む話だが、そのことにさえ自信を持てずに周囲の人間を苦しめた。
最終回では失った片目をアイパッチで覆い、フサとは復縁。回復したナズナを実の子のように育て、昏睡が続く垣巣を治療し続けている。
名前の由来は、中上健次の紀州サーガの登場人物、浜村龍造から。竹原秋幸の父親にあたる。
竹原フサ（たけはら-）
声 - 早水リサ
アキユキの母親。料理が得意で凝り性。
鈍感でものぐさ、なんでも自分で勝手に決めてしまい家族を顧みないリュウゾウに失望し、アキユキを連れて別居。診療所近くのアパートに暮らしていた。「太っちょゴリラ」などと憎まれ口を叩くが、リュウゾウの生活を気にかけ、アキユキに特製二段弁当を持たせたり洗濯物を取りに行かせたりしていた。
ヒステリックで打たれ弱いところがあり、リュウゾウだけでなくアキユキやハルも敏感に察し、気遣いから辛い真実や本音を打ち明けられない。そのことがリュウゾウとすれ違う原因になっている。独り言が多くボヤキ節。アキユキの教育に関しては手厳しく、イタズラをすると雨だろうが外に放置した。
息子の突然の失踪に心を痛めノイローゼ気味になるがハルに支えられる。帰りを待つのに疲れ切っていた折にアキユキが島に戻るが会うことは叶わず、母親の直感で永遠の別れと悟る。リュウゾウにより密かに匿われていたナズナを息子の仇と憎みきれず葛藤。命を賭す覚悟でミドリの救出に向かったリュウゾウから遺書と離婚届を受け取り、あまりな身勝手さに激怒する。
リュウゾウが空の弁当箱を返し「うまかった」と言ったらすべてを許すと宣言。
名前の由来は、中上健次の紀州サーガの登場人物、竹原フサから。竹原秋幸の母親にあたる。
西村ミドリ（にしむら-）
声 - 藤村歩
ハルの妹で小学生。2年前の交通事故により右足に傷を負って歩行が不自由となり白い松葉杖を使う。事故の際、車を運転していた母が亡くなった。元々はシャイで引っ込み思案な大人しい子。仕事の忙しい母からぞんざいにされ「自分は愛されていない」、「姉と違って可愛くない」と劣等感を抱く。事故後は父や姉の前で本音を押し隠し、必要以上に無理に明るく振る舞うようになる。アキユキ、フルイチとも親しい間柄。また、姉とは逆で初対面のときからナキアミを慕う心が強かった。
事故当時のトラウマが強く残っており、「あたしが母親の命を奪ってしまった」、「お姉ちゃんやお父さんはお母さんのかわりにあたしが死ねば良かったと思っている」という自責によるマイナスの念を抱え「なくしてしまった片方の靴」を探し続ける。
早くから垣巣、ブロイらに被験体として目をつけられており、「極東自治区において特別治療で歩けるようにする」という名目を信じたハルやジンイチロウはまんまと騙された。ハルから重荷や足かせのように思われていたことを子供心に感じており、姉への反発も手伝って被験体となる誓約書にサインしてしまう。緑心石の力と無理矢理植え付けられたヒルコにより巨大なタマゴ型のザムドと化し、南大陸軍の決戦兵器として投下される。だが、ナキアミの活躍により母と再会を果たし、伝えられなかった思いを伝えることが出来たことで人としての姿を取り戻した。
最終回では愛らしい晴れ着姿でジンイチロウを大泣きさせている。
ミドリザムド
巨大なタマゴ型。のっぺりとした表面に多数の目を出し入れし、そこから光線を打ち出す。また、触手を自在に伸ばす。
西村ジンイチロウ
声 - 津久井教生
ハルとミドリの父親。小心者でお人好しのサラリーマン。黒縁眼鏡とスーツ、鷲鼻が特徴。事故で妻を失い、ミドリが障害を負ってからは情緒がやや不安定で涙腺がゆるい。リュウゾウとは幼馴染みでジンちゃんと呼ばれる。幼い頃から気の弱い子だったがかくれんぼでは別人のようになる。
なにかというと亡き妻の遺影に娘たちが嫁に行くまでは必ず守ると誓いを立てる。ハル、ミドリの危機には人が変わる親バカ。
設楽（しだら）
声 - 川上とも子
ハルたちの同級生の少女。バス爆破テロ直後に発生した尖端島空襲により家族を失う。心神喪失状態となり裸足で島内を彷徨っていたが、汗馬に目をつけられ「志願者」としてヒルコの生体実験にかけられる。
実験施設を脱走後、崩壊したアーケード商店街に佇んでいた所をハルとフルイチに発見されるが、ハルに対する嫉妬の言葉を吐きながらヒトガタに変貌しハルを襲った後、フルイチを執拗に追い回す。その後、軍のASP部隊の攻撃で蜂の巣にされ、最後は垣巣に止めを刺され死亡した。
笹村のおばあちゃん
声 - 森夏姫
いつも竹原診療所に腰痛の治療に来るお婆ちゃん。リュウゾウに蜜柑を投げて「ナイスキャッチ」と言うのが特徴。
最終回でも変わらぬ健在ぶりを見せる。ただし、蜜柑は品切れだった。
ズイゾ
声 - 大塚明夫
カミナキ連山詰原峠付近に住む男。元は赤宙石を採掘していた鉱夫。長身痩躯で口ヒゲと肩に担いだ銃が特徴。左腕にヒルコを宿している。キーオの父がわり。
北政府の爆撃によりヒトガタにされ、左腕は石化している。南大陸軍のヒトガタ狩りを逃れ、山に潜伏しながら暮らす。ヒトガタに襲われていたアキユキを助け、詰原峠越えを手助けする。自分たちを襲った悲劇的な運命にも、ひどく冷めた受け止めをしており人間不信に陥っている。
「自分の足で立て、どれだけ傷つけられても俺たちは生きていかなきゃならないんだ」とアキユキにヒルコを宿す者としての覚悟を諭した。
最終話でキーオと共に今も山に暮らしていることが明らかにされる。銃のかわりに背負子に積んだ薪を背負うようになった。また、紙袋に詰まったリンゴを持っている。
キーオ
声 - 浅井清己
ズイゾを父（とと）と慕うが実の親子ではない。ザンバラ髪だが右前側の髪だけ伸ばして結った独特の髪型が特徴。戦災により心に傷を抱え、人間不信で頑なな少女。「優しい顔して近づくヤツほど大事なものを奪っていく」と手厳しい。大石と化した母に花や供え物を欠かさない。
最終話では美しい少女に成長。母の大石の前でズイゾからリンゴを投げられ、ぎこちない笑顔で受けとるシーンが描かれた。

### ザンバニ号乗組員
表向きは国際郵便船でその業務を行うが船長の伊舟を筆頭に反北レジスタンスの残党。
アキユキをはじめメンバーの多くはナキアミが拾ってきた者たち。
血の繋がりがあるのはユンボとヒノキ丸だけだが家族的な雰囲気を持ち、強い絆で結ばれる。
紅皮 伊舟（べにかわ いしゅう）
声 - 玉井夕海
国際郵便船ザンバニ号の艦長。「黒髪、眼鏡の可憐な美女」、「紅で反旗を書く女」。劇中の登場人物の中でもとびぬけた長身。黒髪をポニーテールにして黄色のリボンで結び、下フレームの眼鏡を愛用する。誇り高く姉御肌。ザンバニ号においては逆らえる者のいない絶対的な支配者で、男性陣も震え上がらせる。若作りだが結構な年齢。「命と情けは容易くかけるな」が信条で性格は冷淡でドライ。重度のヘビースモーカーで酒乱。カスタムハンドカノンを愛用する。自分に逆らう者には容赦ない仕打ちを与え、ヒトガタやジバシリにも迷わず引き金を引く。食事は常に船長室で一人で食べるなど他のクルーたちと馴れ合わず一線を引く。身勝手な行動が多く厄介事を持ち込むナキアミには手を焼くが、娘か妹のように大事にしている。
身も心も強そうに見えるが根は心優しく涙脆い。また不器用で素直になれない女。雷魚とは相思相愛だが北政府への革命に殉じた恋人のラドウに操を立て一度はフッた。時折、ラドウの愛した詩集を朗読し、ヒルケン皇帝を仇として命を狙う。反北レジスタンスではカリスマ的指導者。
アームに後事を託し雷魚と共にザンバニ号を離れ、第17禁猟区で戦うレジスタンスたちと合流。指揮官として金剛塔への潜入に成功し、ヒルケン皇帝を爆殺しようとするが逆に覚醒させてしまう。ザンバニ号の救援で黒髪を失い負傷はしたが生還を果たす。ナキアミ、雷魚、アキユキを失ったことが堪えており泣き崩れた。
最終回では天心、アームを伴い聖地でナキアミと対話。成長したヤンゴと邂逅する。
名前の由来は、椎名誠の小説『武装島田倉庫』の登場人物、抓皮伊舟から。ただし、抓皮は男性キャラクターである。
ユンボ
声 - 桑島法子
食事係兼経理係。非常時は通信士と航海士も務める。ヒノキ丸を育てるシングルマザーで母性本能溢れる女性。ルイコン教の熱心な信者。食事の際には手を拳にして合わせ「つつましき糧より、豊かな生を」と唱えることを鉄則とし、従わない場合はその拳で制裁をくわえる。伊舟達と共に反北政府レジスタンスに参加していた夫を亡くしている。食欲旺盛でちょっと太目。
雷魚のお世辞には弱く、彼を前にするとメロメロになってしまう。なにかと独善的で性質が正反対な伊舟とは深刻な仲違いが生じることもあるが、本音の部分では良き友人で理解者。
ユンボが寝ている隙に、伊舟と雷魚が皇帝打倒のために旅立ったことに立腹。伊舟のつけていたサングラスをかけ、ナキアミからの通信を受けるやザンバニ号の操舵士として聖地に向かい伊舟を救出した。
最終回ではアームの妻となり子宝に恵まれる。
アクシバ
声 - 小西克幸
ザンバニ号の乗組員で副操舵士。お調子者のお人好しで涙もろい人情家。特徴はドレッドヘアとバンダナがわりのゴーグル。取り柄は持ち前の俊足。そこから「アクシバ伝説」なる武勇伝を語って聞かせる。郵便物の仕分け・速達を担当。
アキユキが乗船してからは同室の誼もあって何かにつけ兄貴風を吹かせる。ただ、仲間思いで面倒見は良く、アキユキがハルに宛てた手紙を出しそびれたときは、回収車を追い掛けて激走した。ナキアミに一途な好意を抱いており、そこだけは誰にも譲らない。
最終回で聖地上空から宛先不明便を降らせることを発案。ヒノキ丸たちがナキアミとアキユキに宛てた手紙と共に空からバラ撒いた。最終回でナキアミに近況を報告、ザンバニ号一の筆マメになったという。
独特の節回しで次回予告のナレーションを担当する。
アーム
声 - 浜田賢二
ザンバニ号の乗組員で主操舵士。戦闘時にはザンバニ号上部の砲座で砲撃手も務める。腕っ節が強く寡黙で職人気質。手の込んだ品には目がない。また、賭け事が大好き。カードではしれっとイカサマをするなど意外に抜け目がない。ヒノキ丸からも懐かれている。
かつて伊舟、雷魚ともに反北レジスタンスに参加していた。ザンバニ号襲撃時はヒノキ丸を守って戦うが左肩を負傷。アクシバを応戦要員に回すためユンボに操舵を指導し軟着陸させる。伊舟と雷魚が船を離れるにあたり残って皆を守るよう説得される。
最終回でヒノキ丸から父親と認められたことで正式にユンボと夫婦になった。
名前の由来は、椎名誠『武装島田倉庫』の登場人物「アーム（本名不明。通称）」から。
コバコ
声 - 井上麻里奈
褐色の肌と後ろに結んだお団子頭が特徴の少女。ユンボからは実の娘のように扱われ、ヒノキ丸の面倒を一生懸命みている。郵便の仕分けや荷物運びを行う。細身だが力持ち。
キグゼンの町でジバシリだったナキアミと出会った戦災孤児。事切れた母親の胸に抱かれていたが、ヒルコを集めようとするナキアミに「一人ぼっちになるからやめて」と懇願。コバコに対する共感がナキアミがサンノオバを離反し独自の道を歩む契機となる。その後、ナキアミと共に伊舟たちに拾われる。
成長後はナキアミの仕事を引き継ぎ、ビートカヤックに乗りザンバニ号の斥候役となる。
ヒノキ丸
声 - 水沢史絵
ユンボの一人息子。コバコとは姉弟のような関係。トレードマークはオーバーオール。マセて生意気。いつもネコマタのロッパと遊んでいる。アーム、雷魚には懐いているがアクシバやアキユキには手厳しい。得意技は右ストレートパンチ。ルイコン教の食前の礼「つつましき糧より、豊かな生を」を憶えられず「つまかて！」と略し、ユンボに怒られている。
最終回にてアームを「お父さん」と呼ぶ。成長した顔立ちはどこか雷魚に似ており、雷魚の遺品である写魂機を愛用している。
キセル爺
声 - 納谷六朗
ザンバニ号の整備工。ピーナッツのように尖った変わった頭の形をしている、偏屈者で人付き合いは苦手。気に入らないことがあると怒鳴り散らす。流通量の多い混合酒は好まずフヌケ（＝純酒）を好む。昔気質の整備哲学をロマンとして持ち、最近のコンピュータ制御の船を快く思っていない。アキユキのことは「役立たず」と呼んで手厳しいが我が子のように親しみを持つ。川柳は下手の横好き。
天心様（てんしんさま）
声 - 堀絢子
ザンバニ号下部ブロックに住む背の低いルイコン教の老尼。隻眼。「ザムドは何を求めるか」という問いかけをヒルコを宿す者に投げかけその自立を導く。ヒルコの声を聞くことの出来る預言者として様々な助言を与えるがとかく難解。ザンバニ号の停船中はひなたぼっこをしている。
最終回では地上が笑顔の花に満たされるときナキアミが千歳の後にその二つ名の通りに雲を切り裂き大地への帰還を果たすと予言した。また伊舟の語りかけが眠りにつくナキアミに届いていると安心させた。
角股 雷魚（つのまた らいぎょ）
声 - 藤原啓治
風来坊なカメラマンで写魂機（カメラ）を自分の体の一部のように大切にしている。徹底したフェミニストで包容力のある人格者。誰とでも分け隔てなく接し、仲間達から慕われる。実は天才的な軍略家。左肩にヒルコを宿すザムド。登場当初は顔を覆う程の髭が生えていたが、剃ると美男子で文字通り「水も滴る良い男」。左の口元に傷がある。
5年前北政府第11禁猟区イデユ郷にて遊覧船で金剛塔を撮影していた折、ジバシリの爆破テロに巻き込まれ真正ヒルコを宿す。助けようとしたナキアミまでも取り込んで石化しかけた所をアームに発見されて救われる。ザムド化した当初はヒルコとの対話に苦しみナキアミを手こずらせた。後に乗船したアキユキがあてがわれたのは元々は雷魚の寝床で、そこやナキアミの私室には雷魚が暴走に苦しめられた痕跡が残る。ヒルコとの共生に成功し、悟りをひらいたことにより超人的な能力を持つザムドとなる。
伊舟とともに反北レジスタンスに参加。その時から伊舟を愛しており告白したがフラれている。2年前に船を離れ一人で旅に出て、テシクの郷など世界各地を巡る。ハルと再会するため詰腹峠に向かったアキユキがフルイチに攻撃された際、その窮地を鮮やかに救う。
クルーたちとの再会に際し、それぞれが大喜びする土産を携えており、新参のアキユキから嫉妬される。だが、先輩ザムドとして知りうる限りの助言を行い、良き導き手となる。しかし、強すぎるヒルコを持つ雷魚の帰還はヒトガタ使いに察知され、ザンバニ号に重大な危機をもたらすことになってしまう。ザンバニ号擱座後、伊舟と二人で仲間たちの元を離れ反政府軍と合流。ヒルケン皇帝打倒のため金剛塔の制圧に向かうが、金剛塔内部で釣り天井の罠にかかり、伊舟を先に進ませるために犠牲となる。
名前の由来は、椎名誠の小説『水域』に登場する水棲生物、角俣雷魚から。
雷魚ザムド
美しい背びれを持つ巨大な金魚のような姿。その姿に違わず水中を高速で泳ぐ。また、高速で弾き出した水は鋭利な刃物のようであらゆるものを一刀両断に引き裂く強力な武器。完全体となったのは劇中序盤のみで終盤は体の一部をザムド化させるに留まる。
ロッパ
声 - 折笠富美子
尖端島でヒノキ丸たちに拾われたネコマタ。アキユキとは自転車で轢かれそうになった因縁を持つ。白と緑の体毛でロップイヤーに似た姿。受け身をとるため体を丸く膨らませることがある。特にヒノキ丸とコバコに可愛がられている。がり団子が好物だが沢山食べるとお腹を壊す。以外と頭が良く、ヒトガタ化した者を見破る性質もある。
最終話でアキユキの大石近くに居る姿が描かれたが、それがロッパなのかその子供や孫なのかは不明。

### テシク氏族
サンノオバと共に名誉を喪い、聖地（胎動窟）を追われた遊牧の民。
集落を形成してはいるものの、多くは世界各地に散らばっている。
顔の一部に入れ墨をする習慣があり、独自の生活様式をとるため激しい偏見と侮蔑に晒されており、北政府においても南大陸においても人としてまともな扱いを受けられない。
ゼーゲンドォ
声 - 麦人
国際郵便船の資格を悪用して北政府と南大陸自由圏の交易に従事する流浪の豪商。鼻に入れ墨を持つ。商魂逞しく戦争に乗じて武器や弾薬の密売、人身売買も行っておりテシク氏族からは鼻つまみ者扱いされる。反面、事情通で掟にも縛られないため、テシクの郷に戻れないナキアミは父親のように慕い、他の人には滅多に見せない笑顔を見せる。
伊舟、雷魚とは北のレジスタンス時代からの付き合いだが、裏切った過去を持つため伊舟とはソリが合わない。また、ナキアミの養育を巡っても方針の違いにより対立している。
ヤンゴ
声 - 本城雄太郎、成長後は入野自由。
テシク氏族の孤児の少年。左目の下に二筋の入れ墨を持ち右腕にヒルコを宿すザムド。両親と死別後は大人たちから虐待され続け、盗みで食いつなぐストリートチルドレンのような荒んだ生活を送っていた。旅の途中だった同族のナキアミと出会い、命を救われて行動を共にするようになる。やがてナキアミを尊敬し、恋慕うようになる。口は悪いが天真爛漫な腕白坊主。頭が良く機転が利きテシクの大人たちからは一目置かれる。
ザムドである以上にパワフルな少年。最終回ではシロザをぶん殴って事情を聞き出すや、胎動窟の壁を駆け上り、ナキアミを取り込んだまま役割を終えて閉じようとする胎動窟の扉を無理矢理こじ開けようと奮闘し、空から落ちてきた面隠しのアキユキにも手伝わせる。だが果たせなかった。
最終回となる9年後には逞しい青年に成長しており、胎動窟前で伊舟らと邂逅「1000年なんてあっという間さ」などと前向きな言葉を吐くが、ナキアミと生き別れてしまったことを今も後悔している様子。
クジレイカ
声 - 朴璐美
ナキアミの異母妹。二つ名「太陽の鬣（たてがみ）を持つ女」。額の入れ墨と淡いピンク色の髪が特徴。テシク氏族の族長。族長の娘ながらタマヨビの力を持たず、ナキアミがサンノオバの元を出たまま帰らぬことを知り、逼迫する一族をまとめ上げるために強い力を欲するようになる。
テシクへの迫害を続けるヒルケン皇帝に対抗するため、タマヨビの巫女のヒルコを使いザムドと化す。そのため通常の食事は受け付けなくなり純度の高いウツツダネのエキスにタマヨビの少女たちの血を混ぜあわせた固めた実を食す。
聖地への帰還とテシクの名誉回復という悲願達成のためザムド化して、ヒルケンとアキユキの戦いに割って入るがヒルケンの前にあっさり敗北。墜落死しかけた所をアキユキに救われ、ナキアミがクジレイカの写真を肌身離さず持ち続けたことを教えられる。ヒノキ丸がナキアミに宛てた手紙をかわりに受け取った。
クジレイカザムド
緑色に光る羽根を持つ蝶の形をしたザムド。本体部分は人型でミニスカートを履いたように見える。手をかざすと念動力を発動する。アキユキザムドと同様に腕を刃に変えて戦う。

### 極東自治区
尖端島の自治部隊を接収した垣巣中佐に命名された南大陸自由圏軍の一部隊。自立心を喪わせないという配慮から極東自治区と呼称する。通常、極東自治区は尖端島出身者部隊ならびに基地施設を指す。
その真の目的は対ヒトガタの切り札として「実験体ザムド」の研究解析を行うことにある。
垣巣 凍二郎（かきす とうじろう）
声 - 松本保典
南大陸自由圏 極東自治区 総指揮官。坊主頭と青い瞳、右目の下の泣きボクロが特徴。階級は中佐。巧みに甘言を弄し本心をなかなか見せない。もともとの性格は生真面目かつ一本気でプライドが高く理屈っぽい。だが、バラドール戦役でのPTSDや複雑な家庭環境、軍内部での差別的な待遇により、情緒不安定で感情の起伏が激しい。普段は温和で花を愛でるが、怒ると別人のように暴力的になる。ややナルシスト的でマザコンでもあるが愛情の示し方がかなり屈折している。
母・須磨子は尖端島出身で南大陸出身者とのハーフ。愛情深い須磨子に尖端島の文化風俗を教え込まれており民族の誇りを強く抱く。だが、南大陸自由圏では二級選民と扱われ、バラドール戦役の英雄でありながら正当な評価を受けず、多額の資金や貴重な資材と共に危険な研究対象（実験体ザムド）と厄介な人物（汗馬礼蔵）を押しつけられ成果を急かされる「ヨゴレ仕事」を与えられ、文字通りの「島流し」となる。
劣等感の裏返しで差別意識、選民意識を強く持つ。尖端島民のハルを一目見たときから気に入り、侮蔑の言葉を投げかけつつ、言葉巧みに支配しようとするが「理屈をこねまわさないと女一人抱けない臆病者」との本性を見透かされる。
バラドール戦役において胸を撃たれたところを敵の軍医だったリュウゾウに救われる。ところが、リュウゾウとの因縁や対ヒトガタ兵器開発を任された運命に遭遇し、「自分は神に選ばれ、そのために生かされた特別な人間」と思い込むようになる。極東自治区創設において、リュウゾウの協力を仰ごうとするが傲慢さを見透かされ拒絶され、その後は汗馬と共に自らの手を汚しながら、対ヒトガタ兵器の研究と運用部隊育成に力を注ぐ。その過程で良心の呵責や激しい葛藤に苦しむ。
慰霊碑前でリュウゾウと対決。軍人である以上、避けて通れない人殺しという生き方、どんなに頑張っても正当に評価されないこと、誇りと劣等感という相反する感情の狭間に苦しみ絶望。自ら「悪」としてかつて命を救ったリュウゾウの裁きを受けるつもりでいた。リュウゾウとの対決においてサーベルで左目を奪うが頭を撃たれる。最終回ではリュウゾウの診療所でブロイに見守られながら眠り続けている。
名前の由来は、椎名誠『武装島田倉庫』の登場人物、枕元凍三郎および垣巣漁長から。
ブロイ・スカッキ
声 - 根谷美智子
垣巣直属の補佐官。ブロンドの髪とタレ目三白眼の美女。表情を変えず飄々とした物言いで、巧みに他人の懐に入り込む。抜け目がなく油断ならない女狐。女の直感で様々な事柄を見抜く。また驚くと素っ頓狂な声を上げる。
垣巣とは尖端島に赴任する以前からの付き合い。垣巣の扱いが難しいことを熟知し、その支えとなっている。ミステリアスだが根はそう悪い女ではなく、監禁されていたハルを逃がした。
劇中序盤から垣巣に対して一途な想いを寄せていたがまるで相手にされておらず、垣巣がハルに惹かれていることも女の勘で見抜き、嫉妬を露わにする。リュウゾウとの決着を前にした垣巣から感謝の言葉と共にキスを迫られるが「ズルいなぁ」と拒否。垣巣から薔薇園を託される。
父親と根深い確執があったようでミドリのため基地に乗り込んできたジンイチロウと口論になった際「娘は親の所有物ではない」と発言し「所有物だと思ったことは一度もない」と反論され頬を思い切りはたかれた。
最終回では診療所で眠り続ける垣巣の枕元でタバコをふかし、リュウゾウに怒られている。
汗馬 礼蔵（かんば れいぞう）
声 - 清川元夢
テシク氏族の科学者。垣巣とは旧知の仲。白髪に白い肌と目の上下にある青い入れ墨が特徴。対ヒトガタ兵器の研究をしており回収された「実験体ザムド」と共に尖端島に送られる。両足の不自由な老人で車椅子に乗っており、金色の呼び鈴を愛用する。
北政府によるテシク氏族弾圧を逃れ南大陸側に寝返った際、テシク氏族の秘術を手土産として出世の足がかりにした。つまり、我が身可愛さに魂を売り渡した。確信犯的なマッドサイエンティストでASPスーツの開発においては主導的な役割を果たす。戦争や研究を口実に自分の劣等感や空虚な心を埋め合わせ、暗い欲望を満たす。人としての品性に著しく欠ける。
「実験体ザムド」を使いデータを採取し調査を進める段階で、設楽やミドリら尖端島の住人を使い人体実験を行う。設楽が島内で暴走事故を起こした際は「北の仕業」として片付けるよう垣巣に進言。常に精神的に優位に立ち、垣巣に血塗られた道を歩ませる。
その実、尊大な態度とは裏腹に自らの所行に対する後ろめたさを抱え、軍に囚われたアザミを崇拝し懺悔する。憐れみを請う無様な姿を垣巣に目撃されるや立場が逆転、早急に成果を上げるよう脅迫を受け、垣巣に対し卑屈な態度をとるようになる。だが、アザミをザムドに調整することは苦しい言い訳を重ねて拒否し、かわりにミドリを最終兵器に仕立て上げる。
ミドリを投下した後、ヒルケンザムドの降らせた黒い雨から『走って』逃げようとするが、転んで倒れたことで石化が始まり最期は自らが手がけた「我が子」とも言える無人のASPスーツに襲われ死亡。まさに自業自得の結末を迎える。
名前の由来は、椎名誠『武装島田倉庫』の登場人物、汗馬七造および掻又礼三から。
尖端島司令官
声 - 土師孝也
尖端島警察隊の元司令。恰幅の良い髭の中年男性。警察隊出身の兵士たちからは絶大な支持を受ける。 南政府の意向により尖端島警察隊が垣巣に接収され、「極東自治区」となるまでは最高責任者。北政府からの奇襲攻撃時は迎撃の指揮を執ったが、不審船団の発見が遅れたせいで多大な犠牲を出す。階級は不明。釣りが好き。
バラドール戦役では戦地でジバシリたちに命を救われる。その恩義もあり、バス爆破事件現場で発見され軍病院で治療を受けていたナズナについては「亡くなった」と南政府に虚偽の報告をして、その実リュウゾウに預けた。リュウゾウとは幼馴染みであり戦友でもある。
事実上の降格により極東自治区で不遇を囲っていたが、ハルの脱走と北への渡航を手引き。垣巣に辞表を出して除隊しケジメをつけた後、幼馴染みのリュウゾウ、ジンイチロウとともに極東自治区に潜入。ミドリとアザミを救出しようとするが、時既に遅くアザミは殺され、ミドリは出撃した後だった。ブロイから事情を聞かされた後、抵抗を断念して捕まる。
最終回では除隊から9年の月日が経つがなおも「司令」と慕われる。
ASP隊長
声 - 石野竜三
ハル、フルイチの上官。真っ直ぐな瞳を持ち物わかりの良い兄貴分として若い隊員たちの成長を見守る。その一方で、垣巣の忠実な部下として極東自治区が極秘裏に進める新兵器開発計画を補佐、演習を隠れ蓑とし緑心石の回収を指揮する。垣巣が倒れた後、胎動窟制圧に後詰め部隊として出陣。シロザの指揮によるレーザー砲台の攻撃で艦隊が壊滅する様を目の当たりにする。

### ルイコン教
サンノオバを頂点とする教団。だが、テシク氏族もろとも名誉を剥奪され激しい弾圧を受ける。
1000年に一度の大巡礼が近づくにつれ世界各地で真正ヒルコを用いた自爆テロを起こし多数のザムドを生み出す。
サンノオバ
声 - 麻生美代子、（若い頃のサンノオバ）加藤優子
ルイコン教の教祖にして現皇帝ヒルケンを取り上げた産婆。巨大な円盤型の帽子を被り、白い日傘を愛用する温和な老婆。テシク氏族でナキアミと同じ位置に同じ形の入れ墨を持つ。ジバシリの白き髪の子供たちに真正ヒルコを与え、ザムドを生みだす任務を与えた張本人。その所在、目的、真意は終盤まで謎。
ヒルケン誕生後、大巡礼の悪習を断つ為、自らの役目を否定し聖地胎動窟を去る。ヒルケンの嘆きの声に心を痛め、自分の代でサンノオバの血を絶ち自らヒルコとなって皇帝ヒルケンを浄化しようと目論む。だが、後継者として期待し、愛していたテシクの天女・「雲を切る女」（＝ナキアミ）の離反に遭う。ヒルケンとの決着のため、胎動窟に向かう途上でハコベらに導かれたナキアミと再会。思い出の地・龍宮へと誘いそこで禊ぎの儀を行う。その際、黒髪の女性だった若かりし日の姿をとる。ナキアミの想いを受け入れて後事を託し、自らは小さなヒルコとなる。
名前の由来は、中上健次の小説、『日輪の翼』の登場人物サンノオバから。
ナズナ
声 - 松来未祐
尖端島に現れた白髪の謎めいた少女でジバシリの一人。サンノオバの指示で尖端島に来訪するが身分証である腕章がなくバスに乗れず困っていたところをアキユキに助けられる。自爆テロを起こして、ヒルコを撒き散らしアキユキやフルイチに植え付けた。心配し駆け寄ったアキユキに「あなたならきっと大丈夫、亡念のザムド」と告げる。
自爆によりバスを骨組みだけに変え、多数の乗客を石化させたにもかかわらず腹部から大量のヒルコを垂れ流しながら存命。軍病院に収容され治療を受けている姿をハルに目撃される。
その後、司令の計らいでリュウゾウの診療所に移送され治療を受けていることを島に一時帰還したアキユキは父の口から聞き、複雑な対面を果たす。その後、尖端島に連行されたアザミの呼びかけで意識を取り戻した。
アキユキを見出し、見事に咲かせたと仲間のジバシリたちから深く敬われる。だが、アキユキ、ナキアミ、サンノオバの辿った運命を知って涙する。
最終回では車椅子を使っているが健在でリュウゾウ、フサと診療所で暮らしている。なぜかほとんど年を取っていない。
アザミ
声 - 菅沼久義
ジバシリの一人。白髪と紅玉のごとき瞳を持つ美しい少年。戦場跡でヒルコを集めていたところを南大陸軍に捕らえられ極東自治区に移送される。サンノオバから授かった秘術を駆使して近隣にいるタマヨビたちと意識を繋ぎ、ハルをアキユキの元へ導き、昏睡するナズナを呼び覚ました。
ポーカーフェイスで堂々とした態度や物腰は神父のよう。的確に相手の心を読む。懺悔をして改心した汗馬からは神の如く敬われるが、垣巣の心を読みトラウマを呼び覚ましたせいで惨殺されてしまう。
シロザ
声 - 柿原徹也
白髪で長身の青年。ヨホロギの一人で人々に説法を説き、厄介払いがごとく貰った銭で生活している。皮肉屋で冷笑的。胎動窟に向かうアキユキとハルの道案内を買って出る道すがら、大巡礼の真の姿やその目的を語る。サンノオバに対する忠誠心は篤く、彼女を裏切って龍宮を離れた幼馴染みのナキアミを軽蔑し嘲笑。人々が生きるために苦しみ続け、絶望の中に「大巡礼」という希望を見出していることに複雑な思いを抱いており、胎動窟の守人という自分の役目に忠実であろうとする。
自らが集めた子供たちを指揮して胎動窟制圧を目指す南北両軍を光線兵器で迎撃し、大打撃を与える。世界の破滅をどこか愉しんでいる風だったが、サンノオバがナキアミの想いを受け入れ大母のヒルコとなったことを知り、ナキアミの指示でヤンゴやヨホロギたちを率い胎動窟を脱出する。
その実、大巡礼もその結果サンノオバやナキアミが犠牲になることも望んでおらず、ヤンゴに詰め寄られたときには「ボクにはその資格さえなかった」と本音を暴露した。
最終回では胎動窟を訪れる人々のガイド役をする傍ら、宗教画家として見事な作品を描いている。
ハコベ
声 - 代永翼
ヒイラギ
声 - 花澤香菜
ジバシリの少年ハコベと少女ヒイラギ。ハコベは浅黒い肌と白い髪、ヒイラギは小柄なボブカットの子。二人一緒に行動しており、終盤サンノオバと共に胎動窟を目指すべく「龍宮」を出発。ミドリザムドから解放されたナキアミたちの前に現れ、アキユキを褒め讃え敬意を表すと共に、ナキアミをサンノオバのもとへ案内する。「禊ぎの儀」を終えたナキアミを浮遊艇で胎動窟最下部へ案内。左右の介添え役を果たし、ナキアミと運命を供にする。
セイタカ
サンノオバが胎動窟に出発するにあたってただ一人龍宮での留守番役を命じられた白髪の子。戻らない場合は水門を閉じ、どこでも好きな所に行きなさいと命じられる。
最も辛い任務を与えられた子で、最終回でも亡くなった兄妹たちの墓に花を供えている姿が印象的。

### 北政府
大陸の北半分を統治する宗教国家。ルイコン教を弾圧し、信仰の厚いテシク氏族を迫害している。南大陸自由圏とは赤宙石、緑心石、領土をめぐって長年戦争をしている。ヒトガタ兵器を生み出し操る。
ヒルケン皇帝
声 - 古谷徹
北政府の皇帝にして宗教的指導者。自らの教えを説く国営放送を行っている。
金剛塔を支配する僧侶たちによって死産した子供に無理やりヒルコを宿らせ皇帝として誕生させられた。その事件により、サンノオバとテシク氏族は「穢れ」として聖地から追放され、迫害を受ける。
自らの本当の名を持たず、自分が何者でどこに行くのかも分からない状態で放置され、深い苦しみと悲しみ、孤独感に満たされている。そのため、取り上げた責任を感じるサンノオバはヒルケンを憐れみ、彼を救済するためザムドを生みだそうとした。
国営放送の朗読内容そのままだが、自分の存在を証明するためには相応しい「敵」と戦うことが必要だと考えており、「敵」との衝突によって自分がそこに生きていることを実感したいと考えている。ヒルケンはその相手としてアキユキを選び、影童子として共に時間を過ごし、殺す寸前まで追い詰めて覚醒を促し、聖地での邂逅を心待ちにしていた。
「敵」以外に対しては冷淡で関心や興味がなく、ザムド化したクジレイカはひねり潰すように倒した。そうした空っぽの心と傲慢による支配を伊舟、雷魚らは忌み嫌い、皇帝打倒のためにレジスタンスを組織して戦った。
偽ヒルコにより作られた存在故に皇帝自身がザムド。伊舟が金剛塔最上部を爆破したことで目覚める。ヒルケン皇帝はもう一人のアキユキでアキユキ自身の心の闇。二人の激しい戦いはそれぞれの心に歓喜や懐かしさをもたらした。仮面に覆われたその素顔もアキユキにそっくりで、自らを形作る本当の名前としてアキユキという名前をアキユキ本人から受け取る。その後、ナキアミが胎動窟を発動させたことで浄化されたと思われる。
影童子
ヒルケンの意思が具象化したもの。彼の本体がある金剛塔は世界各地にいるザムドやヒトガタの動きを監視していたが、アキユキが極東自治区の攻撃に傷つき倒れた際に記憶を喪ったことを知り、寄り添うように行動を共にする。時折、ヒルケンが行う北の国営放送の内容を語るスピーカー役を果たす。アマウの原で須磨子、アキユキと過ごした穏やかなひとときを大切な思い出とする。また、アキユキに自分の名前を思い出させる為に導き、極限状態に追い込んだ。
ヒルケンザムド
ヒルケンの象徴である落ち窪んだ三ツ目が巨大化したかのような人型のザムド。その能力により世界を闇で包み込む。空を覆い尽くすほどに巨大で自らの待ち望んだ「敵」であるアキユキザムドと死闘を繰り広げる。暖かく黒い雨を降らせ、聖地で戦う両軍の兵士たちを次々に石化させていった。
須磨子
声 - 土井美加
影童子に導かれ記憶を無くしたアキユキを人買いのキャラバンから受け入れた老婆。巨大な療養施設である「アマウの原」にて生活している。なんらかの障害を患い長期療養中。少女のように無垢な心を持ち、アキユキの本質を見抜いたり、影童子を見る事が出来ることなどからタマヨビの能力があると思われる。また敬虔なルイコン教徒。
垣巣凍二郎の実の母親で尖端島の生まれ。枕元には軍服姿の垣巣と並んで撮影された写真が置かれている。だが、尖端島出身で南大陸自由圏で結婚している須磨子が北政府の管轄下にあるアマウの原で生活や財産を保障され、なに不自由なく生活している理由については劇中で説明が十分されない。
最終回においてもベッドで手紙を読む姿が描かれた。

## 用語

### ザムド・ヒルコ・タマヨビ
ザムド（墜夢人）／忘念のザムド
テシクの神。真正ヒルコに寄生された人間が変身した異形の姿。ヒルコと上手く共鳴することが出来れば変身後も自我を保ったまま行動することが出来る。だが、「考えること」をやめ自我を保てなくなると後述のごとく石化する。
ザムドの力は死者の魂と同化融合することで得られるため、ザムドとして力を使えば使うほど自分が何者であるか見失う危険性がある。
バケモノと偏見をもって恐れられる。またザムドはヒトガタを惹き付け襲撃を受ける為、事情に精通するザンバニ号においてさえ「疫病神」呼ばわりされる。
ジバシリたちは真正ヒルコを「種」ザムドを「花」として扱い、「生まれる」ではなく「咲く」と表現する。
シロザによると、ザムドは古い言葉で「ザムンドヒュンデ」と言って、「導き手」という意味。本来の目的は、定めの時、胎動の扉を開いて、ヒルコを天へと導びきルイコンの流れに還すこと。
実験体ザムド
南大陸自由圏で初めて発生した異種生命体。発生場所から「塹壕メトロの巨大ザムド」と呼ばれる。厄介だが絶大な力を持つため垣巣中佐に預けられ尖端島に移送されるが暴走事故を起こす。このザムドから得られた研究成果がミドリザムドに受け継がれた。元は母子だったようである。
石化
ザムド、ヒトガタが思考や活動を停止すると陥る状態。最初は黒水晶のような物質がヒルコの浸食部位から発生し全身に広がる。その後、年月を経ると結晶部分が膨張して元の体積よりも遥かに巨大な石（大石）と化す。
真正ヒルコ（しんせい-）
劇中では単にヒルコと呼ばれ、後述のものと区別されない。ジバシリにより亡くなった人々から回収された魂。黄色く光るアメーバ状の物質。体内に隠れていても写魂機（カメラ）に反応して光る性質を持つ。また、寄生部位にレンズ状のヒルコの目を作る。宿主とは別に睡眠と覚醒を繰り返す性質がある。ヒルコの目が青い状態が沈静、赤い状態が興奮を示す。
健全なる者（＝健康に生きている者）に対して深い憎しみと嫉妬を抱き、宿主の持つ心の闇に反応、劣等感やトラウマ、孤独感や絶望感を誘発して徐々に人格を蝕む。末期になると宿主は精神病に似た状態となり、うわごとのように人を呪う言葉を吐き続ける。逆にヒルコと対話し共生に成功すると雷魚や終盤のアキユキのように超人的な力を意のままに操れるようになる。
ヒルコ（偽物）
金剛塔を支配する僧侶たちに開発された偽物のヒルコ。真正ヒルコがそれぞれ元々の持ち主の魂を引き継いでいるのに対して、擬似的に作られたものに過ぎず中身は空っぽ。そのため単純な思考しか持つ事が出来ない。現皇帝ヒルケンもこの偽ヒルコにより作られている為、自分の意志など持ち合わせておらず空虚で生きる喜びを得られない。ヒトガタ兵器に使われている。
北政府は空爆時にこの偽ヒルコを撒き散らしているようでズイゾやキーオの母親がそれに触れ、ヒトガタと化している。
タマヨビ
ヒルコの声を聞き、取り扱う能力に長けた者たちのこと。母性の中にある自己犠牲の精神、その強い魂がヒルコとの会話を可能にする。精神感応のように完全体ザムドやヒトガタと会話することが出来る。生まれや育ちとは必ずしも関係がないようで、テシクの天女であるナキアミはともかく、ごく普通の両親のもとに産まれたハルもタマヨビの力を持つ。訓練されたタマヨビは催眠術などの秘術を使うことが出来る。
抜血針（ばっけつしん）
ナキアミが使う杖のような道具で大型のヒトガタやザムドに刺してヒルコの動きを封じるのに使う。
丸子針（まるこしん）
ヒルコに寄生された部位を侵食から保護するために刺す針。ゴムバンド状の帯と一体化している。劇中序盤でアキユキが右腕に刺していたもの。
奇魂湯（きこんゆ）
ウツツダネを煎じたお茶。ヒルコの動きを鎮める作用がある。ただし猛烈に臭くて苦いよう。

### 機械・技術
ASPスーツ
対魂式強化外骨格(Anti Soul Powered Suit)の略称。南大陸自由圏の対ヒトガタ用パワードスーツ。形状はアキユキザムドに酷似しており、浮遊能力を持つ。精神感応で操縦する為、メインソウル(パイロット)は若年である事が多い。
緑心石に近づくと搭乗者がヒトガタ化するなどの欠陥を抱える。
ヒトガタ兵器
北政府の主戦力である生物兵器。15年前のバラドール戦役において初めて実戦に投入される。その開発にはリュウゾウが関わっている。元は人間を含めた様々な生物であり、ヒルコを宿している。死滅すると石化して果てる。投下兵型、移動砲台型、空中型など様々な形が存在する。ヒトガタは基本的に無人（というよりそのものが元は生物）だが組織的な破壊行動を行うためヒトガタたちを指揮する人間が搭乗するものもあり、彼らはヒトガタ使いと呼ばれる。
ビートカヤック
「カヤック」（一人乗りカヌー）が転じて空中小型艇をこのように呼称する。実際は空中バイクのように飛び回る。タンデムシートがあり事実上は二人乗り。赤宙石で浮遊しネツコダマエンジンで推進力を得る。
ナキアミ機
制作者はキセル爺。ボディは赤と白のツートンカラー。真っ赤な美しい翼と磨き上げられたボディを持ち。レストアパーツで作られた世界に一台だけの特注品。射出式のアンカー、エレベーター式のタラップなど複雑なギミックも施されており、ナキアミ以外には扱いきれない専用機。
ガス欠になり、ヤンゴの身柄と引き替えにゴロツキたちに売られる。
ハル機
北政府軍の流出品。ハルがカッパギ屋から購入したもの。オレンジのボディ。翼もナキアミ機に比べ小さい。見た目はしっかりしているがポンコツで時々エンストする。ハルの放った渾身の「かかと落とし」で息を吹き返したことも。
ゼーゲンドォ機
純白のボディを持つ機体。聖地に向かうナキアミに餞別として送られた。ナキアミとヤンゴが使う。
コバコ機
最終話に登場。ボディは青と白のツートンカラー。
赤宙石
地中に存在するプラーナを蓄積した珍しい鉱石。エネルギー資源として重宝され、高値で取引される。南北の戦争はこの鉱物資源を巡って起きている。
赤宙雲
赤宙石が採掘される鉱山地帯で発生する赤い雲。相互干渉を発生させ、赤宙石で飛ぶ飛行艇やビートカヤックの飛行に支障をきたす。
緑心石
赤宙石が、地中に存在するプラーナを蓄積して出来上がった、非常に珍しく巨大な鉱石。プラーナを伝達する非常に効率の良い触媒として作用する。周辺にいる生物をヒトガタに変える力があるようで、格納容器に収められる。ミドリをザムドとして調整していくために用いられる。
ワクチン
リュウゾウが独自のヒルコ研究成果により作り出した薬品。第11話でナキアミが言及していた純度が極めて高いウツツダネと同じ効果を持ち、人間とヒルコを完全に分離させられる。劇中終盤でミドリザムドの解体に用いられ、ミドリとハルを救う。

### 生物
ネコマタ
ロップイヤーに似たウサギ型の生き物。主に尖端島に生息する。
ネツコダマ
シダ植物によく似た草。百合の花のような薄ピンク色の花を咲かせる。エネルギー源として使われている為、高額で取引される。
ウツツダネ
ネツコダマから採取される種に特殊な加工を施したもの。「プラーナ」とも呼ばれる生命電流を蓄積している。ヒルコの働きを抑える力を持つほか、オンゴロの種ともなる。その加工には、極めて繊細かつ熟練した技術が必要とされる。
オンゴロ
守り神とも言われる。「ウツツダネ」から発芽する半透明の生命体。顔はＴの字の脇に両目をつけた形。普段は小さな愛らしい姿をしており、常人には首輪しか見えない。それぞれ意志を持ち、人の求めに応じて巨大化したり壁や橋などの構造物に変化することがある。市場では高値で取引されている。信仰の対象として神社などにも祀られる。

### ルイコン教
ジバシリ
全身を布で覆う異様な姿で戦場に現れ、そこで失われた魂（＝ヒルコ）を回収して去ってゆく白髪の少年少女たち。死者の魂を集めてルイコンの流れに還す死神の役割を果たすが、ルイコン教信者たちから畏怖をもって敬われる。テシクの天女であるナキアミ、サンノオバ以外は全員が白髪。
名前の由来は椎名誠の小説『アド・バード』に登場する巨大生物「地ばしり」から。
テシクの天女（-てんじょ）
テシク氏族の族長の娘でサンノオバの後継者。テシク氏族とルイコン教徒の崇拝を集める存在。
禊ぎの儀（儀式）（みそぎのぎ）（-ぎしき）
代々受け継がれたサンノオバの秘帖の内容を「テシクの天女」に解き明かし、次代のサンノオバとして受け継ぐ儀式。
大巡礼
1000年に一度の神聖な儀式。ザムドが殺した相手の魂はザムドに受け継がれていくため、サンノオバから真正ヒルコを与えられザムドと化したヒルケン皇帝が我を失って暴れ、大量虐殺を引き起こし、最後にサンノオバが胎動の扉を開きヒルケンザムドごと天に昇る（天空と大地の中立をする）というのが本来の姿。人類創成の頃から繰り返されてきた儀式であり、そうして世界は維持されてきたとされる。
ヨホロギたちはこの儀式で殺されて天に還るためだけに苦難の道を歩んで胎動窟を目指して集まる。地上に増えすぎた人々を口減らしするのが目的。
ヨホロギ
巡礼者。臙脂色のマントで体をすっぽり覆う。大巡礼により不浄の肉体を捨て、ルイコンの流れの中に還ることを目的に胎動窟へと集まる。旅の途中では迫害され、人買いに売られたり餓えに苦しんだりと散々な思いをして胎動窟に集う。人数があまりにも多い為、胎動窟の底にある泉のまわりに座ることさえ許されない者も多い。心や体に障害や傷を抱えた者が多い。彼らにとっては北政府の首都である金剛塔も崇拝の対象。
テシク氏族
北の過酷な自然環境に生きていた遊牧民族。本来はサンノオバを輩出する栄誉を担うなど北政府側の主要民族として重要な役割を担っていた。ところが現ヒルケン皇帝の死産を契機として、北政府を実質的に支配する金剛塔の僧侶たちから名誉を剥奪され聖地から追放される。
本来はサンノオバとヒルケン皇帝は一対の存在であるが、テシク氏族と共に追放されたサンノオバがルイコン教信者たちから崇拝の対象となり、政教分離の状態になったことでテシク氏族とルイコン教徒への激しい弾圧が始まる。そうした事情により一族は世界中に散ってしまい一部は難民化している。テシクの郷のような秘境に隠れ住むが赤宙石のような鉱物資源めあてに迫害を受ける。
独特の生活様式や風俗を持つ誇り高い種族であるため、現実的なゼーゲンドォの如き生き方を軽蔑する。

### 風俗・文化
国際郵便船
郵便は南北に分断した世界を繋ぐ唯一の通信手段。国際法により中立扱いされ出入国の権利を持つが、有名無実化しており戦闘に遭遇した場合には艦長の判断による自衛行為も認められている。戦争の激化により国家が認め建造した船よりも、認可された民間船がその任を担うことが増える。
事実上、南北間の交易船となっておりゼーゲンドォのように武器や密輸品、人を乗せて運ぶ悪徳な業者も多い。
人買い
奴隷商人たちのこと。戦争で親を亡くした孤児や呆然自失で彷徨っていた者、力の弱い女性、そして大巡礼の途上で弱っているヨホロギなどが捕らえられ、労働力や性的欲求を満たすために富裕層や商人などに売られる。
カッパギ屋
出所や素性の怪しい品物を格安で提供してくれる商人。
心武道
ハルやフルイチが学ぶ武道。合気道に似た護身術。鍛錬を目的としており、組み手での勝ち負けはない。「相手と向き合い拒絶せず、自分の一部にしてしまう事」がその極意。ルイコン教の教えにも通じており、その心得はASPスーツの運用に役立つ。武道としてのみならず、精神医学にも通じる。

### 歴史
バラドール戦役
17年前に発生した南北大戦における一大激戦。経済力と物量に勝る南大陸軍が北大陸に侵攻し圧倒する。北政府軍は研究開発中だったヒトガタ兵器を実戦投入することで南大陸軍の侵攻を食い止めた。ヒトガタ兵器に対抗する手段を持たなかった南大陸軍は多大な人的犠牲を出す。リュウゾウ、司令、垣巣は南北両軍の従軍兵として戦地で凄惨な体験をした。

## スタッフ
- 原作：BONES
- 監督補佐：徳土大介
- 監督：宮地昌幸
- メインライター：清水恵、野村祐一
- アニメーションディレクター：奥村正志
- キャラクターデザイン、総作画監督：倉島亜由美
- ザムド・メカニックデザイン、総作画監督：橋本誠一
- メカニックデザイン：山根公利
- ヒトガタデザイン：水畑健二
- プロップデザイン：赤石沢貴士
- 美術監督：青井孝
- 美術設定：吉崎正樹、高橋麗子
- 色彩設計：梅崎ひろこ
- 撮影監督：宮原洋平、福士享
- 編集：坂本久美子
- 音響監督：高寺たけし
- 音楽：大島ミチル
- 音楽プロデューサー：木村唯人、外村敬一
- プロデューサー：渡辺マコト、河越美帆、大山良
- アソシエイトプロデューサー：金森孝宏、淀明子
- アニメーション制作:ボンズ
- 製作：ソニー・コンピュータエンタテインメント、アニプレックス、ボンズ

## 主題歌
- オープニングテーマ『SHUT UP AND EXPLODE』※1
  - 歌：BOOM BOOM SATELLITES
  - 作詞：Michiyuki Kawashima
  - 作曲：Masayuki Nakano
- テレビ放送用新規オープニングテーマ『BACK ON MY FEET』※2
  - 歌：BOOM BOOM SATELLITES
- エンディングテーマ『VACANCY』※3
  - 歌：Kylee
  - 作詞：Kylee
  - 作曲・編曲：Nature Living
- テレビ放送用新規エンディングテーマ『Just Breathe』※4
  - 歌：Kylee
  - 作詞：Kylee
  - 作曲・編曲：masasucks
- テレビ放送用新規エンディングテーマ2『Over U』※5
  - 歌：Kylee
  - 作詞：Kylee
  - 作曲・編曲：masasucks

テレビ放送時は、回によって使用されるオープニング・エンディングが異なっている（各話リスト参照）。
前後期ともOPロールはヒトガタに気付いたザンバニ号の面々が逃げ出すという内容。
また前期EDロールにて物語の終盤部分の展開が既に幾つか示されているのが特徴。逆に後期EDロールでは物語に入る以前の場面が流れる。

## 各話リスト
| 話数 | サブタイトル                                             | 脚本            | 絵コンテ          | 演出              | 作画監督                                         | 放送日        | 放送用OP | 放送用ED |
| ---- | -------------------------------------------------------- | --------------- | ----------------- | ----------------- | ------------------------------------------------ | ------------- | -------- | -------- |
| 1    | ザムド陽炎に現る                                         | 宮地昌幸 清水恵 | 宮地昌幸          | 宮地昌幸          | 倉島亜由美、橋本誠一                             | 2009年4月11日 | ※2       | ※3       |
| 2    | 尖端島 思考停止                                          | 宮地昌幸 清水恵 | 宮地昌幸          | 三宅和男          | 倉島亜由美、橋本誠一                             | 2009年4月18日 | OPなし   | ※4       |
| 3    | 偽装 国際郵便船                                          | 清水恵          | 宮地昌幸          | 池添隆博          | 永作友克、水畑健二                               | 2009年4月25日 | ※1       | ※4       |
| 4    | この世に響く 耳鳴りの数々                                | 清水恵          | 宮地昌幸          | 徳土大介 村田尚樹 | 前田清明、倉島亜由美                             | 2009年5月2日  | ※2       | ※3       |
| 5    | 調停する者 しない者                                      | 清水恵          | 宮地昌幸          | 徳土大介          | 関口亮輔、永作友克 金田尚美                      | 2009年5月9日  | ※1       | ※4       |
| 6    | ハルと極東自治区                                         | 野村祐一        | 大橋誉志光        | 原口浩            | 塚本知代美、阿部慎吾                             | 2009年5月16日 | ※2       | ※4       |
| 7    | 屹立 背負うは命か猫股か                                  | 清水恵          | 寺東克己          | 宮原秀二          | 真庭秀明、岡山聡                                 | 2009年5月23日 | ※2       | ※3       |
| 8    | 詰腹峠のヒトガタ狩り                                     | 清水恵          | 村田和也          | 安藤正臣          | 室井康雄、水畑健二                               | 2009年5月30日 | ※1       | ※4       |
| 9    | 水もしたたる角股雷魚                                     | 野村祐一        | 原口浩            | 綿田慎也          | 関口亮輔、原田峰文 倉島亜由美、橋本誠一 数井浩子 | 2009年6月6日  | ※1       | ※4       |
| 10   | 過去 重い斬る                                            | 清水恵          | 大橋誉志光        | 篠崎康行          | 芳賀亮                                           | 2009年6月13日 | ※2       | ※3       |
| 11   | 襲撃 ザンバニ号                                          | 野村祐一        | 横沢啓            | 野村和也          | 板津匡覧、押山清高                               | 2009年6月20日 | ※1       | ※4       |
| 12   | 暗闇で咲く花                                             | 清水恵          | 博多正寿          | 立仙裕俊          | 倉島亜由美、大貫健一                             | 2009年6月27日 | ※2       | ※4       |
| 13   | タダ 裸足デ走ルシカナイ                                  | 野村祐一        | 寺岡巌            | 宮繁之            | 真庭秀明                                         | 2009年7月4日  | ※2       | ※3       |
| 14   | 蒼スギル空                                               | 野村祐一        | 大橋誉志光        | 矢吹勉            | 塚本知代美、阿部慎吾                             | 2009年7月11日 | ※1       | ※4       |
| 15   | まま 眠れる魂                                            | 清水恵          | 寺東克己          | 安藤正臣          | 水畑健二                                         | 2009年7月18日 | ※2       | ※5       |
| 16   | 途上の季節が炎え墜ちる                                   | 清水恵          | 成田歳法          | 中村圭三          | 大城勝                                           | 2009年7月25日 | ※2       | ※5       |
| 17   | 子羊とオボロ月                                           | 野村祐一        | 博多正寿          | 中川聡            | 橋本誠一、李政權                                 | 2009年8月1日  | ※2       | ※5       |
| 18   | そこから何が見えるか                                     | 野村祐一        | 宮繁之            | 篠崎康行          | 倉島亜由美、秋田英人 金栄範                      | 2009年8月8日  | ※2       | ※5       |
| 19   | 偶発 ロマンス開花                                        | 野村祐一        | 宮地昌幸 宮下新平 | 徳土大介          | 関口亮輔、倉島亜由美                             | 2009年8月15日 | ※1       | ※5       |
| 20   | 涙咲く 散る会うと                                        | 清水恵          | 野村和也          | 野村和也          | 野村和也、金田尚美 橋本誠一、倉島亜由美          | 2009年8月22日 | ※1       | ※5       |
| 21   | 禁猟区潜入 『泣いたら負けだ』 フサはずっとそう思っていた | 野村祐一        | 寺東克己          | 安藤正臣          | 大城勝                                           | 2009年8月29日 | ※2       | ※3       |
| 22   | 凍二郎とリュウゾウ                                       | 大野木寛        | 宮繁之            | 宮繁之            | 倉島亜由美、永作友克 池添隆博、小田多恵子 千葉茂 | 2009年9月5日  | ※2       | ※4       |
| 23   | 誕生 ヒルケン皇帝                                        | 大野木寛        | 矢吹勉            | 矢吹勉            | 小澤円、廣田俊輔 橋本誠一、小原渉平              | 2009年9月12日 | ※1       | ※4       |
| 24   | 亡き魂の邂逅                                             | 野村祐一        | 寺東克己          | 篠崎康行          | 田村篤、水畑健二                                 | 2009年9月19日 | ※2       | ※3       |
| 25   | ナキアミとサンノオバ                                     | 野村祐一        | 野村和也          | 徳土大介          | 奥村正志、関口亮輔 橋本誠一                      | 2009年9月26日 | ※2       | ※4       |
| 26   | 大きな石と少女                                           | 野村祐一        | 徳土大介          | 野村和也 宮地昌幸 | 倉島亜由美（キャラ作画） 橋本誠一（メカ作画）    | 2009年10月3日 | OPなし   | EDなし   |

## テレビ放送局
| 放送地域   | 放送局       | 放送期間                      | 放送日時           | 放送系列       | 備考                    |
| ---------- | ------------ | ----------------------------- | ------------------ | -------------- | ----------------------- |
| 近畿広域圏 | 毎日放送     | 2009年4月11日 - 10月3日       | 土曜 26:28 - 26:58 | TBS系列        | 『アニメシャワー』第2部 |
| 東京都     | TOKYO MX     | 2009年4月15日 - 10月7日       | 水曜 23:30 - 24:00 | 独立UHF局      |                         |
| 中京広域圏 | 中部日本放送 | 2009年4月15日 - 10月14日      | 水曜 26:00 - 26:30 | TBS系列        |                         |
| 日本全域   | BS11         | 2009年10月10日 - 2010年4月3日 | 土曜 23:00 - 23:30 | BSデジタル放送 | 『ANIME+』枠            |
| 日本全域   | AT-X         | 2017年4月24日 - 10月16日      | 月曜 21:30 - 22:00 | CSデジタル放送 | リピート有り            |

## 関連商品

### 映像商品
| タイトル       | 規格    | 規格品番  | 発売日         |
| -------------- | ------- | --------- | -------------- |
| 亡念のザムド 1 | Blu-ray | ANSX-9101 | 2009年7月22日  |
| 亡念のザムド 1 | DVD     | ANSB-9101 | 2009年7月22日  |
| 亡念のザムド 2 | Blu-ray | ANSX-9102 | 2009年8月26日  |
| 亡念のザムド 2 | DVD     | ANSB-9102 | 2009年8月26日  |
| 亡念のザムド 3 | Blu-ray | ANSX-9103 | 2009年9月30日  |
| 亡念のザムド 3 | DVD     | ANSB-9103 | 2009年9月30日  |
| 亡念のザムド 4 | Blu-ray | ANSX-9104 | 2009年10月28日 |
| 亡念のザムド 4 | DVD     | ANSB-9104 | 2009年10月28日 |
| 亡念のザムド 5 | Blu-ray | ANSX-9105 | 2009年11月25日 |
| 亡念のザムド 5 | DVD     | ANSB-9105 | 2009年11月25日 |
| 亡念のザムド 6 | Blu-ray | ANSX-9106 | 2009年12月23日 |
| 亡念のザムド 6 | DVD     | ANSB-9106 | 2009年12月23日 |
| 亡念のザムド 7 | Blu-ray | ANSX-9107 | 2010年1月27日  |
| 亡念のザムド 7 | DVD     | ANSB-9107 | 2010年1月27日  |
| 亡念のザムド 8 | Blu-ray | ANSX-9108 | 2010年2月24日  |
| 亡念のザムド 8 | DVD     | ANSB-9108 | 2010年2月24日  |
| 亡念のザムド 9 | Blu-ray | ANSX-9109 | 2010年3月24日  |
| 亡念のザムド 9 | DVD     | ANSB-9109 | 2010年3月24日  |

### 音楽商品
| 発売日        | タイトル                                  | 規格         | 規格品番   | レーベル                       | 備考 |
| ------------- | ----------------------------------------- | ------------ | ---------- | ------------------------------ | --- |
| 2009年7月22日 | 亡念のザムド ORIGINAL SOUNDTRACK          | CD           | SVWC-7639  | アニプレックス                 | 大島ミチルによるオリジナル･サウンドトラック｡                                                                                         |
| 2009年7月29日 | Kylee meets 亡念のザムド                  | CD           | DFCL-1585  | DefSTAR RECORDS                | エンディング・テーマを歌ったKyleeとアニメ制作会社BONESとのコラボレーション企画盤。                                                   |
| 2010年3月24日 | ラジオCD「亡念のザムド ザンバニ号放送局」 | CD+データDVD | SSCX-10421 | タブリエ・コミュニケーションズ | インターネットラジオ番組『亡念のザムド ザンバニ号放送局』の第1回〜第26回配信分を完全収録。それに加え、録り下ろしヴァージョンも収録。 |

## メディアミックス

### 漫画版
アニメと並行して、「もうひとつのザムドの物語」という謳い文句で、川那辺雅弘による漫画版『亡念のザムド 巡礼者の羅針盤』の雑誌連載がスタートした。当初は「月刊少年エース」増刊「エースアサルト」で連載されていたが、雑誌の終了にともない、月刊少年エースに移籍。同誌2009年6月号から8月号までの集中連載という形で掲載され、連載を終了した。
単行本
- 原作：BONES、漫画：川那辺雅弘「亡念のザムド 巡礼者の羅針盤」全1巻（2009年8月26日発売） - ISBN 978-4-04-715276-2